# 三菱Debonair
三菱Debonair（日語：三菱・デボネア）乃日本三菱汽車於1964年至1999年之間所開發生產的大型豪華轎車。

## 概要
1960年代初期，新三菱重工業（三菱汽車直至1970年才拆分出來）計劃生產2,000c.c.級距的豪華汽車以迎戰國內競爭對手，最初甚至考慮引進歐洲車，尋求飛雅特1800/2100的授權生產，1961年向通商產業省（今經濟產業省）申請技術合作的許可。但該公司其他部門也有另外的技術合作申請案，故以失敗告終。因此三菱將發展方針改變成自家研發，車體結構為單體硬殼式，採取前輪雙A臂懸吊、後輪葉片彈簧式懸吊、後輪驅動之佈局，同時迴轉半徑5.3公尺的靈活性亦是當時首屈一指。
在外型設計方面，因為原廠亟欲擺脫三菱500自發售以來在外型上的惡評，曾在加州理工學院留學的坪田技術部次長掌握到一項情報：奧地利籍的通用汽車設計師漢斯·布里茨那（Hans Sebastian Bretzner，1930～2007）希望脫離現職，改到日本車廠擔任設計顧問。於是原廠予以挖角延攬，並負責外型設計的工作。在他的指導下使用通用汽車的方法進行建模、繪製，採用當時美系車流行的元素：在引擎蓋及車尾雙側豎起邊緣，使用寬闊的進氣格柵造成強烈的擠壓感。最初計劃採用與第一代日產Cedric相同的直立式四顆頭燈組，但中途變更為橫置式四顆。漢斯·布里茨那為了1,700mm的法規車寬限制煞費苦心，曾數次在設計過程中抱怨「這真是天下的惡法！」。至於車名的部分，他也提議了「Debonair」或「Marquis」二種方案，最後社長選擇了前者，在英語中具有「快活」、「恭敬」、「溫柔」之意。在第一代22年的產品生命周期之間歷經數度小改款，但車身外型上幾乎沒有什麼改變，因此車壇上戲稱為「行走的腔棘魚」。

## 第一代A30/31/32/33系（1964年-1986年）
1963年 - 10月26日開幕的第10屆全日本汽車展覽（東京車展前身）公開一輛名為「三菱Colt Bedonair」的概念車，並預告來年夏季預定上市。
1964年 - 5月正式發表，並於7月開始發售。最受注目的當然是令人聯想到美國奧茲摩比車款的外形設計，以長、低、直的線與面為基調，車頭與車尾雙側「L」型車身稜線相互呼應。符合人體工學的座椅以之字形彈簧結合發泡橡膠作為緩衝材料，打造出柔軟的乘坐感。動力心臟是以KE43型擴缸而來的2.0L直列六缸OHV KE64型汽油引擎（原廠型式A30型），汽缸蓋以鋁矽合金製成，楔形燃燒室以傾斜15度角設置的閥門並列在直線上。其特徵在於汽門驅動方式雖說採用OHV，但凸輪軸機構設於汽缸最上方（活塞上死點的旁邊），以大幅縮短曲軸連桿之方式提升高轉速時汽門的追隨性。再加上10.0:1的壓縮比、雙桶雙化油器、雙排氣歧管，可榨出105ps / 5,000rpm的最大馬力、16.5kg·m ／ 3,400rpm的扭力峰值。
1965年 - 追加「強力仕樣」，具有美國博格華納製造的BW-35型三速自排變速箱、前座電動椅、電動窗、動力輔助轉向等配備。
1969年 - 4月部分改良，前輪改成碟煞制動，輪圈改為14吋。
1970年 - 9月實施小改款（原廠型式A31型），改用新開發之2.0L直列六缸SOHC 6G34型汽油引擎，最大馬力一舉達到130ps。
1973年 - 10月實行部分改良，廢除前車門的三角車窗（英語：Quarter glass）、變更車尾「L」形邊緣線、變更車頭方向燈位置等。

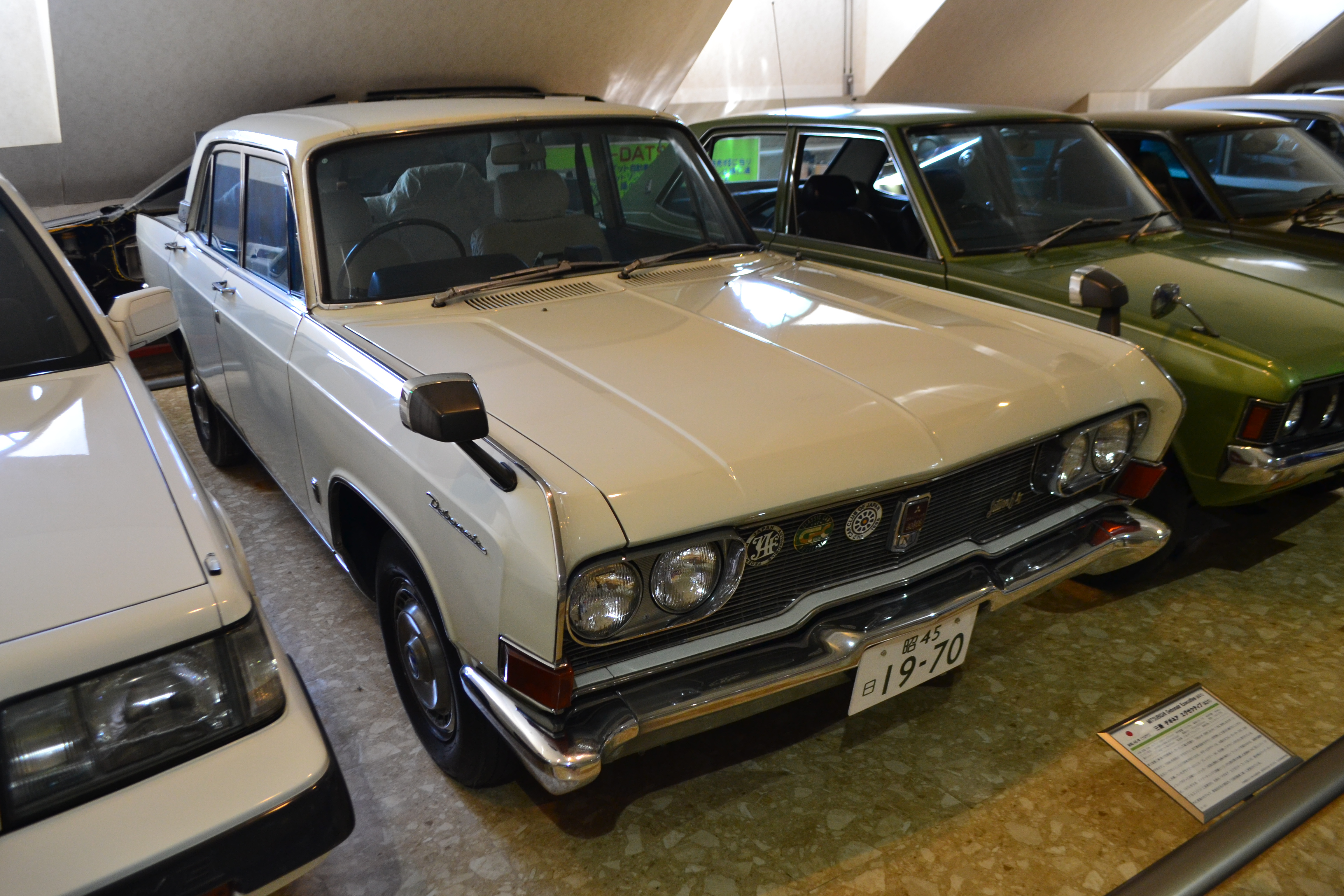
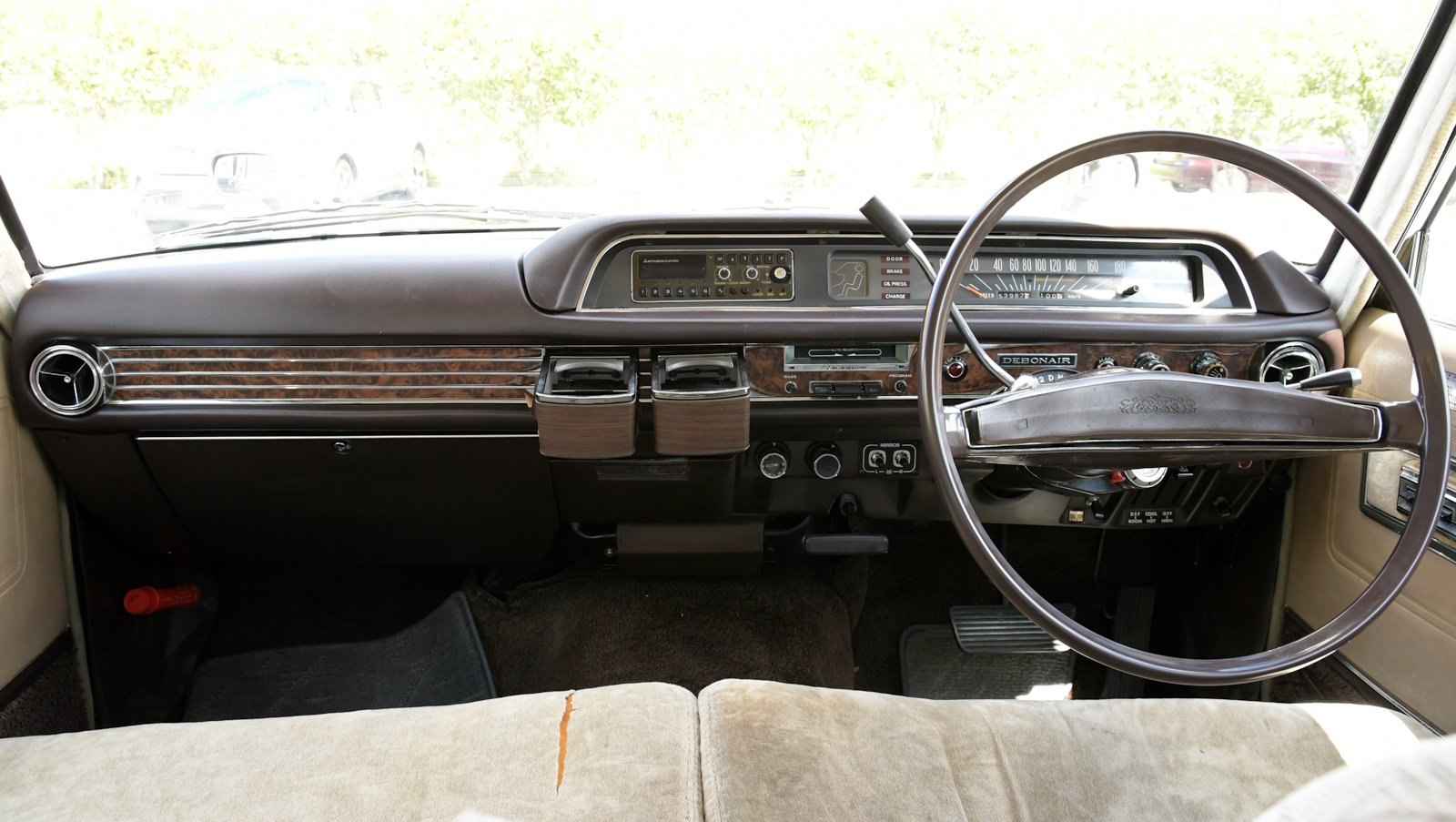
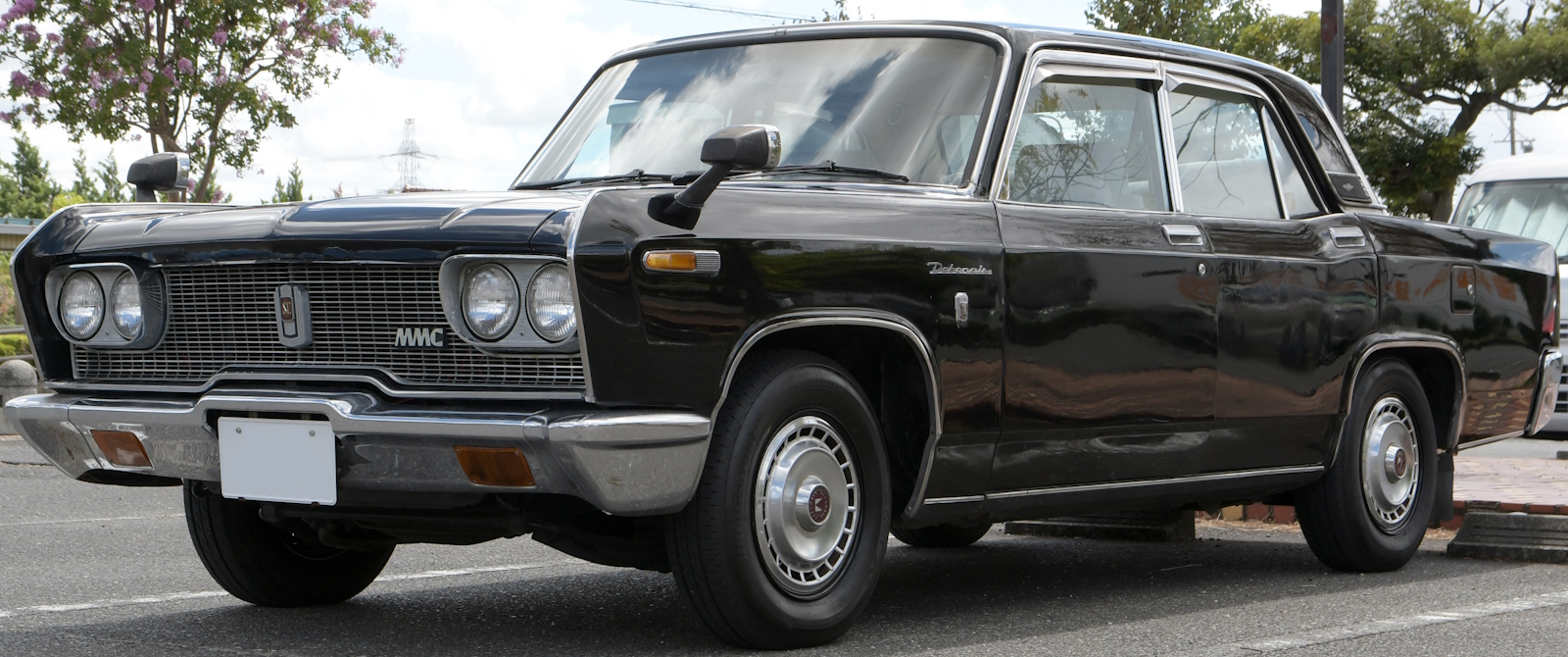
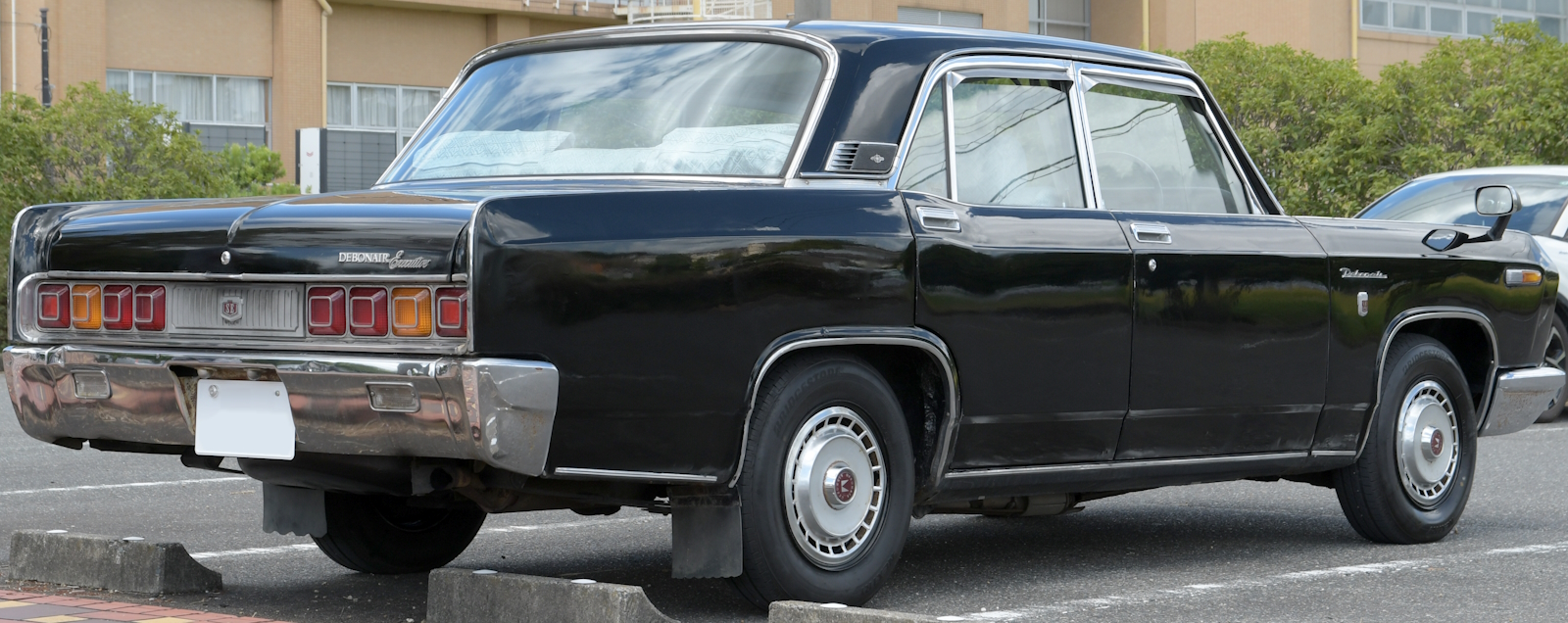

## 外部連結
- （日語）“九州のミスターデボネア”が過ごしてきた初代デボネアとの半世紀
- （日語）日本の自動車技術330選：三菱デボネア